# Bahnstrecke Niederaula–Alsfeld
| Güterzug auf der Gründchenbahn |                                                                                                   |                                      |                                      |
| Streckennummer (DB): | 3811                                                                                              |                                      |                                      |
| Kursbuchstrecke (DB): | zuletzt 516 (1974)                                                                                |                                      |                                      |
| Kursbuchstrecke: | 169p (1934) 169a (Niederaula – Niederjossa 1934) 193q (1946) 193a (Niederaula – Niederjossa 1946) |                                      |                                      |
| Streckenlänge: | 34,4 km                                                                                           |                                      |                                      |
| Spurweite: | 1435 mm (Normalspur)                                                                              |                                      |                                      |
| |                                                                                                   |                                      |                                      |
| \| \| \| Strecke von Bad Hersfeld \| \| \| \| 34,4 \| Niederaula \| Niederaula \| \| \| \| ehem. Strecke nach Treysa \| \| \| \| \| Firma Rotpunkt \| \| \| \| \| Schnellfahrstrecke Hannover–Würzburg \| \| \| \| 31,3 \| Niederjossa \| Niederjossa \| \| \| 23,3 \| A 7 \| A 7 \| \| \| \| ehem. Strecke nach Bad Salzschlirf \| \| \| \| \| L 3140 \| \| \| \| \| Niederjossa West \| \| \| \| \| Jossa \| \| \| \| 28,6 \| Oberjossa \| Oberjossa \| \| \| 26,4 \| Breitenbach (Herzberg) \| Breitenbach (Herzberg) \| \| \| 24,2 \| Hatterode \| Hatterode \| \| \| 21,8 \| Grebenau (Oberhess.) \| Grebenau (Oberhess.) \| \| \| 19,8 \| Eulersdorf \| Eulersdorf \| \| \| 17,1 \| Schwarz \| Schwarz \| \| \| 12,7 \| Auerberg \| Auerberg \| \| \| 8,1 \| Eifa (Kr. Alsfeld) \| Eifa (Kr. Alsfeld) \| \| \| \| Eifabach \| \| \| \| \| Industriegebiet Alsfeld-Altenburg \| \| \| \| \| Vogelsbergbahn nach Fulda \| \| \| \| 0,0 \| Alsfeld (Oberhess) \| Alsfeld (Oberhess) \| \| \| \| Vogelsbergbahn nach Gießen \| \| |                                                                                                   |                                      |                                      |
| Strecke |                                                                                                   | Strecke von Bad Hersfeld             | Strecke von Bad Hersfeld             |
| Dienststation / Betriebs- oder Güterbahnhof | 34,4                                                                                              | Niederaula                           | Niederaula                           |
| Abzweig geradeaus und ehemals nach rechts |                                                                                                   | ehem. Strecke nach Treysa            | ehem. Strecke nach Treysa            |
| Abzweig geradeaus und nach links |                                                                                                   | Firma Rotpunkt                       | Firma Rotpunkt                       |
| Kreuzung geradeaus unten |                                                                                                   | Schnellfahrstrecke Hannover–Würzburg | Schnellfahrstrecke Hannover–Würzburg |
| Dienststation / Betriebs- oder Güterbahnhof | 31,3                                                                                              | Niederjossa                          | Niederjossa                          |
| Strecke mit Straßenbrücke | 23,3                                                                                              | A 7                                  | A 7                                  |
| Abzweig geradeaus und ehemals nach links |                                                                                                   | ehem. Strecke nach Bad Salzschlirf   | ehem. Strecke nach Bad Salzschlirf   |
| Brücke |                                                                                                   | L 3140                               | L 3140                               |
| ehemaliger Haltepunkt / Haltestelle |                                                                                                   | Niederjossa West                     | Niederjossa West                     |
| Brücke über Wasserlauf |                                                                                                   | Jossa                                | Jossa                                |
| ehemaliger Haltepunkt / Haltestelle | 28,6                                                                                              | Oberjossa                            | Oberjossa                            |
| Betriebs-/Güterbahnhof Strecke ab hier außer Betrieb | 26,4                                                                                              | Breitenbach (Herzberg)               | Breitenbach (Herzberg)               |
| Haltepunkt / Haltestelle (Strecke außer Betrieb) | 24,2                                                                                              | Hatterode                            | Hatterode                            |
| Bahnhof (Strecke außer Betrieb) | 21,8                                                                                              | Grebenau (Oberhess.)                 | Grebenau (Oberhess.)                 |
| Haltepunkt / Haltestelle (Strecke außer Betrieb) | 19,8                                                                                              | Eulersdorf                           | Eulersdorf                           |
| Bahnhof (Strecke außer Betrieb) | 17,1                                                                                              | Schwarz                              | Schwarz                              |
| Haltepunkt / Haltestelle (Strecke außer Betrieb) | 12,7                                                                                              | Auerberg                             | Auerberg                             |
| Bahnhof (Strecke außer Betrieb) | 8,1                                                                                               | Eifa (Kr. Alsfeld)                   | Eifa (Kr. Alsfeld)                   |
| Brücke über Wasserlauf (Strecke außer Betrieb) |                                                                                                   | Eifabach                             | Eifabach                             |
| Abzweig geradeaus und von rechts (Strecke außer Betrieb) |                                                                                                   | Industriegebiet Alsfeld-Altenburg    | Industriegebiet Alsfeld-Altenburg    |
| Abzweig ehemals geradeaus und von links |                                                                                                   | Vogelsbergbahn nach Fulda            | Vogelsbergbahn nach Fulda            |
| Bahnhof | 0,0                                                                                               | Alsfeld (Oberhess)                   | Alsfeld (Oberhess)                   |
| Strecke |                                                                                                   | Vogelsbergbahn nach Gießen           | Vogelsbergbahn nach Gießen           |

Die Bahnstrecke Niederaula–Alsfeld, auch Gründchenbahn genannt, ist eine nur noch teilweise betriebene Bahnstrecke von Niederaula über Grebenau nach Alsfeld, wo sie auf die Bahnstrecke Gießen–Fulda (Vogelsbergbahn) in Richtung Gießen stößt.

## Verlauf
Die Gründchenbahn ist eine 31,3 Kilometer lange Strecke von Alsfeld an der Vogelsbergbahn nach Niederaula, wo sie in die Knüllwaldbahn mündet. In Niederaula-Niederjossa zweigte die Strecke nach Bad Salzschlirf ab.

## Entstehungsgeschichte
Die Gründchenbahn hatte eine jahrzehntelange Vorgeschichte, die die Unstimmigkeiten und Unentschlossenheiten verschiedenster Akteure dokumentiert. Planungen für eine
Verbindung von Ost nach West in der geographischen Mitte Deutschlands begannen bereits 1861/62. Diese sollte die Städte Hersfeld und Alsfeld einschließen. Technische Vorarbeiten dafür erfolgten schon 1871/72, die die private Köln-Mindener Eisenbahn-Gesellschaft durch eine Eingabe an den Kaiser zu beschleunigen versuchte – ohne Erfolg. 1879 wurden lokale Anstrengungen in Hersfeld und Alsfeld manifest; der neue Vorschlag betraf eine Verbindung zwischen dem Ruhrgebiet und Sachsen mit Linienführung mitten durch Hessen. Hier berührten sich allerdings zwei politische Einheiten mit unterschiedlichen Interessen: das zu Preußen gehörende Hessen-Kassel (mit Hersfeld) und das Großherzogtum Hessen-Darmstadt (mit Alsfeld). 1880 erschien eine Denkschrift des sächsischen (preußischen) Eisenbahndirektors Pleßner, der einem Komitee vorstand, das die Kreise Hersfeld, Alsfeld, Wittgenstein, Olpe, Altena und Iserlohn umfasste. Tenor: Durch die überregional wichtige neue Bahnlinie würde die Fahrtstrecke aus dem Raum Hagen bis Leipzig um 75 km und aus dem
Raum Hagen nach Nürnberg um 80 km verkürzt. Zudem würde im Güterverkehr bei einer Streckenführung über Alsfeld dessen Handel mit Grubenholz, Feldfrüchten und Leinen gefördert. Doch die Regierung Hessen-Darmstadts zeigte kein Interesse, selbst 1883 nicht, als ein entsprechender Antrag im Hessischen Landtag diskutiert wurde. Nun wurde die Stadt Grebenau (zu Hessen – Darmstadt gehörig) aktiv, die zwischen Alsfeld und Hersfeld liegend, gegenüber dem hessischen Finanzminister argumentierte, dass in ihrem Stadtgebiet Menschen wohnten, deren Arbeitskraft eine durch die Eisenbahn bewirkte regionale Entwicklung der Industrie in Gang setzen würde. In ähnlicher Weise wurde Hersfeld 1896 mit einer Denkschrift an das Preußische Ministerium für öffentliche Arbeiten aktiv. Mittlerweile hatte Preußen jedoch andere, bereits fortgeschrittene Pläne (im Wesentlichen militärisch begründet) entwickelt und realisierte den Bau der durch den Knüll verlaufenden Bahnstrecke Hersfeld–Treysa, die über Niederaula führte und ausschließlich auf seinem Gebiet lag, also den Raum Alsfeld umging. Dies rief 1901 die Vertreter Alsfelds auf den Plan, was zunächst den Hessischen Landtag, dann 1904 auch den Reichstag zum Handeln veranlasste. Ins nördlich gelegene
Treysa an der Kanonenbahn sowie nach Hersfeld sollte der Alsfelder Raum durch eine Strecke Niederaula – Alsfeld angeschlossen werden, was den Anschluss hier an die 1906 fertiggestellte Knüllwaldbahn bedeutete. Preußen ordnete sofortige Untersuchungen an und 1908 genehmigte auch der Landtag Hessen-Darmstadts diese Strecke.  Baubeginn war 1911, die Bauausführung zog sich dann aber wegen diverser Probleme (Dämme, Einschnitte, Brücken und zwei je über 200 m lange Viadukte waren herzustellen – zudem fehlten bald kriegsbedingt die Arbeitskräfte) bis in den Ersten Weltkrieg hin.

## Betriebsgeschichte

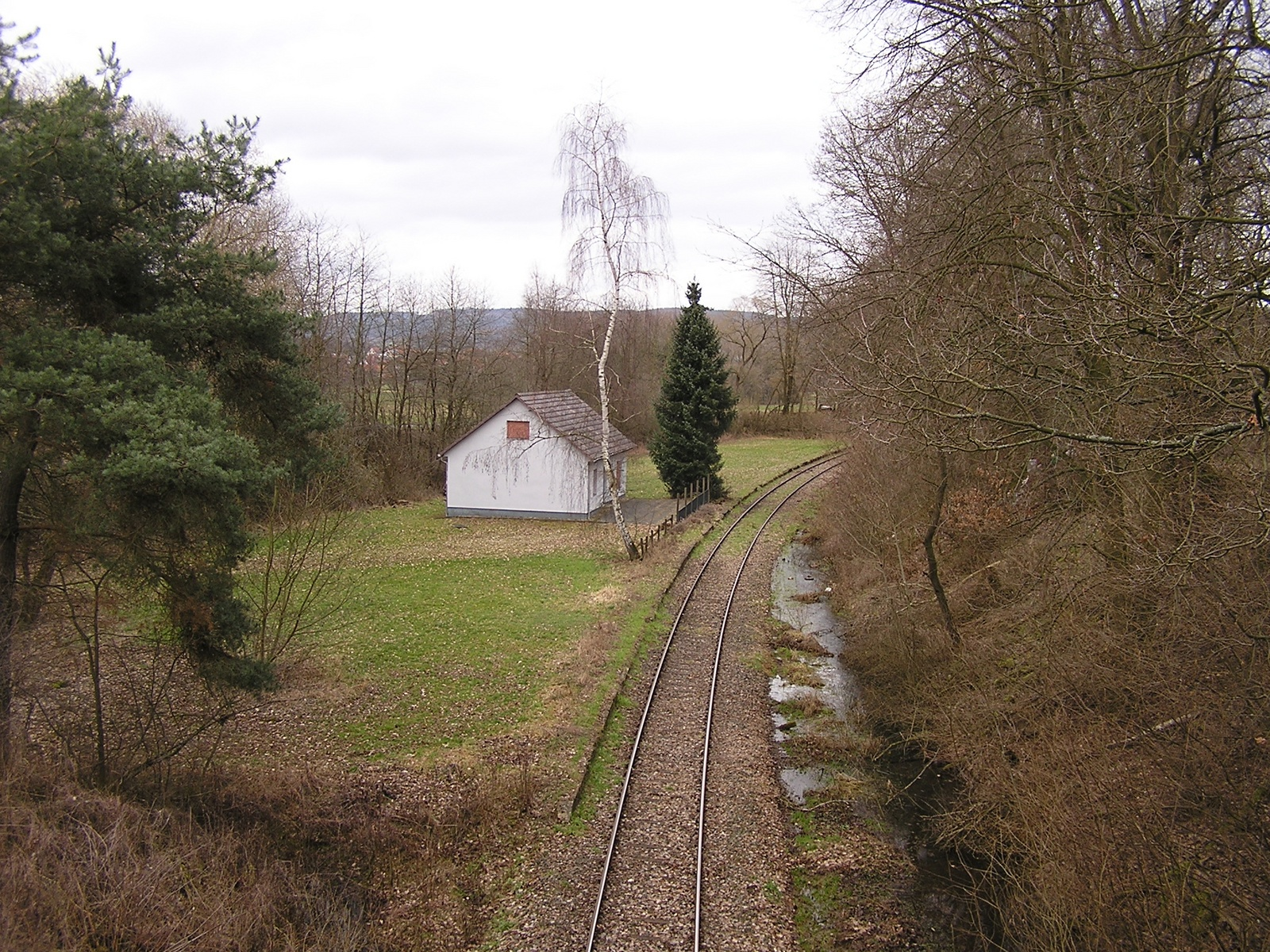
Gründchenbahn bei Oberjossa

Die Bahnstrecke wurde in drei Abschnitten eröffnet: Niederaula–Niederjossa am 10. November 1914, Niederjossa–Grebenau am 1. April 1915 und Grebenau–Alsfeld am 1. April 1916. Der Personenverkehr wurde am 25. Mai 1974 eingestellt, ebenso der Güterverkehr zwischen Eifa und Schwarz. Zwischen Grebenau und Schwarz endete der Güterverkehr 1979. Zwischen Alsfeld und Eifa lief der Güterverkehr noch bis zum 28. September 1984 weiter, zwischen Grebenau und Breitenbach (Herzberg) endete er am 1. Oktober 1994.
Das Reststück der Strecke von Niederaula nach Breitenbach wird weiterhin von Güterzügen bedient. Zwischen Alsfeld und Eifa ist die Strecke zum Teil noch erhalten. Ab Eifa, gut 100 Meter nördlich der Flur „Im Grund“ und knapp 200 Meter westlich der „Bürgermeister-Wagner-Straße“, bis Breitenbach am Herzberg ist die Strecke abgebaut. Dort endet die Bahntrasse knapp 100 Meter südsüdwestlich des Grundstücks „Steinmühle“. An der Holzverladestelle befindet sich der Prellbock aus Richtung Niederaula.

## Auslastung
Bis in die 1950er Jahre hinein war die Bahnstrecke sowohl im Güter- als auch im Personenverkehr sehr gut ausgelastet. Es verkehrten zeitweise so genannte „Triebwagen-Eilzüge“ der ersten und zweiten Klasse von Alsfeld über Bad Hersfeld nach Kassel und durchgehende Personenzüge von Bad Hersfeld über Alsfeld nach Gießen – und zwar täglich.
Mit dem Beginn des Autobooms ließ die Nachfrage spürbar nach, so dass aus Rationalisierungsgründen die Dampflokomotiven immer mehr durch Schienenbusse ersetzt wurden. Erste Hinweise auf eine Streckenstilllegung ergaben sich durch einen Artikel in der in Alsfeld erscheinenden Oberhessischen Zeitung vom 14. Januar 1966, dessen Überschrift lautete: „Bahnstrecke nach Hersfeld still?“

## Viadukte zwischen Alsfeld und Grebenau
Die topographische Lage im zuletzt fertig gestellten Abschnitt Alsfeld bis Grebenau war im Übergang vom Alsfelder Becken zum Grebenauer Grund durch tief eingeschnittene Täler, Bergrücken und besondere geologische Bedingungen gekennzeichnet. Dies erforderte einerseits den Bau hoher Erdwälle, andererseits mussten Viadukte angelegt werden:

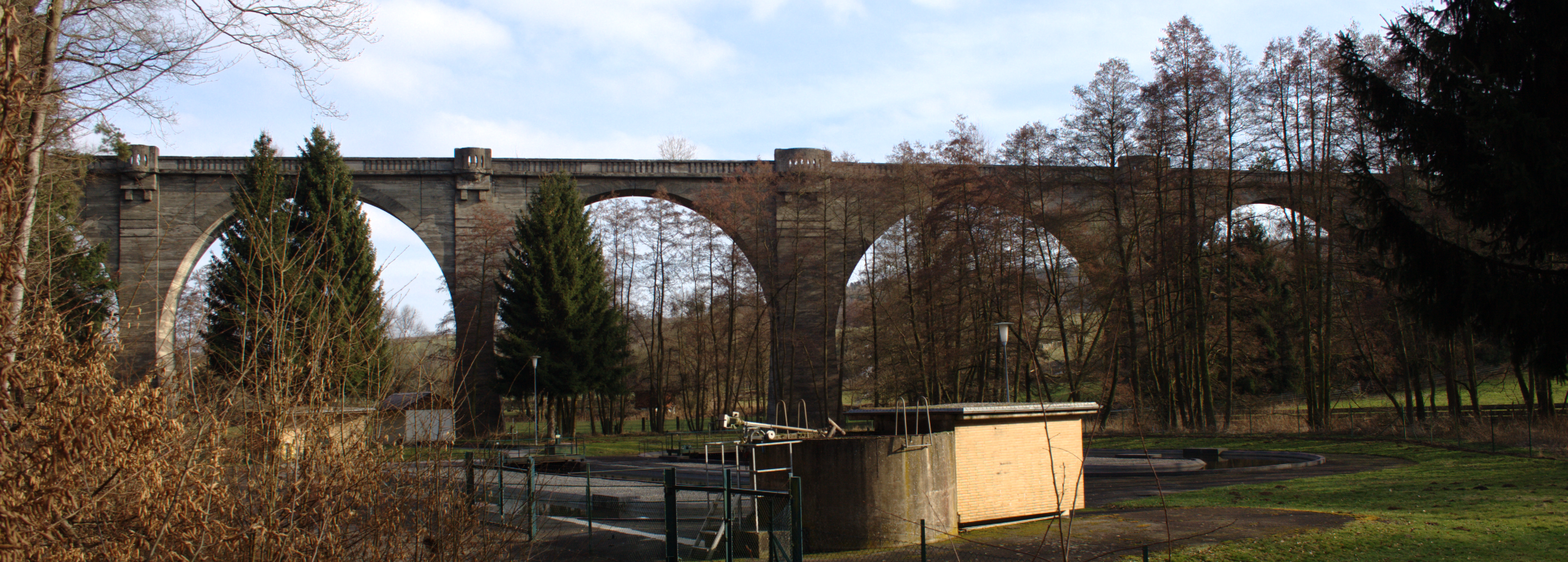
Eisenbahnviadukt bei Eifa

Der Viadukt bei Eifa misst 230 Meter Länge und 30 Meter Höhe. Er ist als Baudenkmal eingetragen. Ein zweiter Viadukt bei der Hardtmühle wurde 1992 abgerissen. Er hatte eine Länge von 213 Metern und war 24 Meter hoch.
Beide Gewölbebrücken waren als nicht armierte Betontragwerke konstruiert. Der Betonmasse wurde Ziegelmehl beigemischt, das zu den gewünschten hydraulischen Eigenschaften führte. Durch das Gewölbeprinzip wurden die Kräfte der Brücke abgeleitet wie in mittelalterlichen Kirchengewölben. Zum Entstehungszeitpunkt galt diese Konstruktionsart als nicht mehr zeitgemäß, da bereits seit 1860 Stahlbeton als Baumaterial gang und gäbe war. Die Ursache für diese Bauweise mag darin zu suchen sein, dass sich Deutschland während der Bauphase im Ersten Weltkrieg befand und Stahl, das der Rüstung vorbehalten war, bei Brückenbauten durch Rückgriff auf das alte Gewölbeprinzip substituiert wurde, das sowohl Druck als auch Zug aushielt.